# Marais de Saint-Sulpice
 (juillet 2019).
Si vous disposez d'ouvrages ou d'articles de référence ou si vous connaissez des sites web de qualité traitant du thème abordé ici, merci de compléter l'article en donnant les références utiles à sa vérifiabilité et en les liant à la section « Notes et références ».
Les marais de Saint-Sulpice sont situés sur le territoire de la commune de Saint-Sulpice-de-Grimbouville, dans le département de l'Eure. Ils sont l'une des rares tourbières de France. Ils appartiennent au parc naturel régional des Boucles de la Seine normande et abritent une faune et une flore importantes[Lesquels ?]. 

## Localisation
Les marais de Saint-Sulpice sont situés sur la rive gauche de la Risle, non loin du Marais-Vernier s'étendant sur l'autre rive jusqu'aux abords de la Seine.

## Caractéristiques
Dans ce paysage, le sentier de l'anguille et ses haltes pédagogiques permettent de découvrir le site qui figure parmi les tout premiers espaces naturels sensibles de l'Eure.